# Somaliværling
Somaliværling (latin: Emberiza poliopleura) er en fugleart, der lever i Afrikas Horn, Sydsudan, Uganda, Kenya og Tanzania.

## Emberiza poliopleura
- Wikimedia Commons har flere filer relateret til Somaliværling

- Taksonomi fra Wikispecies

| Fugl | Spire Denne artikel om fugle er en spire som bør udbygges. Du er velkommen til at hjælpe Wikipedia ved at udvide den. |